# Escuadrón Aéreo n.º 5 de la Fuerza Aérea Uruguaya
El Escuadrón Aéreo N. ° 5 (Helicópteros) de la Fuerza Aérea Uruguaya es una unidad de vuelo que forma parte de la Brigada Aérea I y opera desde la Base Aérea General Cesáreo Berisso, junto al Aeropuerto Internacional de Carrasco, y en donde también se encuentra el Escuadrón Aéreo N.° 3 (Transporte).

## Historia

### Creación
El 25 de julio de 1955 fue creado en la Fuerza Aérea Uruguaya, el Agrupamiento Provisorio de Búsqueda y Rescate, agrupamiento que fue dotado con dos helicópteros Bell H-13G, los cuales habían llegado al país en junio de 1955 y se habían convertido en los primeros helicópteros de Uruguay. Su asiento inicial fue la actual Base Aérea Capitán Juan Manuel Boiso Lanza, en Montevideo. Posteriormente, en enero de 1958, la Fuerza Aérea adquirió dos aviones Piper PA-18-150, destinados a la represión de contrabando, y que también se adjudicaron al agrupamiento junto a un Ryan Navion L-17B. No fue hasta el 24 de diciembre de 1963 que se le asignó al agrupamiento un nuevo y definitivo asentamiento, en la actual Brigada Aérea I, abandonando sus operaciones desde Montevideo. Este cambio de lugar fue acompañado, en julio de 1964, por la incorporación de dos helicópteros Hiller UH-12E-4 Raven.
Cuando el 9 de julio de 1965 comenzó a consolidarse el concepto de Comandos Aéreos en la Fuerza Aérea, el Agrupamiento Provisorio de Búsqueda y Rescate pasó a denominarse Grupo de Aviación N.° 5 (Búsqueda y Rescate), recibiendo al año siguiente más helicópteros UH-12 y un avión Cessna U-17A Skywagon.

### Modernización
En 1970, la Fuerza Aérea Uruguaya recibió, por parte de los Estados Unidos de América, sus primeros helicópteros a turbina, dos Bell UH-1H Iroquois que fueron matriculados como FAU 050 y FAU 051, siendo asignados al Grupo de Aviación N.° 5 (Búsqueda y Rescate). En 1973 fue recibida otra de estas aeronaves, del tipo UH-1H, y en 1975 se incorporaron a la Fuerza Aérea seis UH-1B, variante que en Uruguay fue utilizada con ametralladoras y cohetes. En 1981, la Fuerza Aérea adquirió dos helicópteros Bell 212, traídos en vuelo desde los Estados Unidos al Uruguay, y el 27 de abril de 1994, al modificarse la organización de la Fuerza Aérea, los Grupo de Aviación desaparecieron para convertirse en Escuadrones Aéreos, dando lugar al actual Escuadrón Aéreo N.° 5 (Helicópteros).
Este Escuadrón heredó las aeronaves Bell UH-1H Iroquois y Bell 212, pero para continuar ampliando sus capacidades, en el año 1997 se le adjudicaron seis helicópteros Westland Wessex HC. 2, procedentes de la Real Fuerza Aérea y que estaban estacionados en Hong Kong. También ese mismo año comenzó su servicio en la Fuerza Aérea Uruguaya el helicóptero Airbus AS-365N2 Dauphin, que cuentan con la capacidad de ser empleados para el transporte aéreo de Jefes de Estado, sin detrimento de sus capacidades para la búsqueda y rescate.

## Aeronaves
| Aeronave | Origen         | Misión                    | Unidades |
| -------- | -------------- | ------------------------- | -------- |
| UH-1H    | Estados Unidos | Utilitario                | 6        |
| B-212    | Estados Unidos | Utilitario                | 4        |
| AS-365   | Francia        | Transporte VIP Utilitario | 2        |

### UH-1H
Es usado en misiones de búsqueda y rescate y en misiones de transporte en apoyo a las demás integrantes de las Fuerzas Armadas de la República Oriental del Uruguay, como así también a la Policía Nacional de Uruguay. Para la realización de misiones nocturnas de este tipo, el helicóptero puede ser equipado con un faro auxiliar de búsqueda, y al atender misiones de apoyo a la extinción de incendios durante incendios forestales, la Fuerza Aérea Uruguaya lo equipa con baldes capaces de transportar hasta 1000 litros de agua. En el año 1996, estos helicópteros fueron los empleados para el rescate de falsas orcas que habían quedado varadas en la playa del balneario de Jaureguiberry.

### Bell 212
Este tipo de helicóptero fue utilizado para el rescate nocturno de cinco personas en la azotea del Palacio de la Luz, sede de la Administración Nacional de Usinas y Transmisiones del Estado (UTE) durante el incendio ocurrido en el año 1993. También han sido trasladados hacia la Antártida, en apoyo a la presencia uruguaya allí, en operaciones de apoyo a la Base Científica Antártica Artigas, operando en la misma desde el año 1989.

### Dauphin
Siendo empleado para el transporte presidencial o de ministros de estado, estos helicópteros también son utilizados en tareas de búsqueda y rescate, teniendo participación en las misiones de búsqueda y rescate que se realizaron en apoyo a la República del Paraguay, en las inundaciones del año 1998.